# Thiên Yến
Chòm sao Thiên Yến 天燕 (tiếng Latinh: Apus) là một chòm sao mờ, nằm ở bầu trời phía nam, mà các nhà thiên văn học cổ đại đã không thể quan sát được. Chòm sao này là một trong số 12 chòm sao được Pieter Dirkszoon Keyser và Frederick de Houtman đặt ra trong khoảng những năm 1595 tới 1597, và nó lần đầu tiên xuất hiện trong cuốn sách Uranometria của Johann Bayer năm 1603.

## Tên gọi
Trong tiếng Việt, chòm Thiên Yến còn có tên Chim Trời. Trong tiếng Latinh, Apus có nghĩa là chim thiên đường hoặc chim yến. Tiếng tiếng Hy Lạp απους có nghĩa "không chân". Chim yến có bộ lông đẹp, nhưng đối với người bản địa chúng có đôi chân xấu xí, vì thế họ chặt bỏ chân chim, trước khi bán phần đẹp còn lại cho người châu Âu.

## Các thiên thể đáng quan tâm
Danh sách các sao sáng nhất, nhìn thấy bằng mắt thường
| Danh pháp Bayer | Các tên gọi    | Cấp sao biểu kiến | Khoảng cách | Chú giải                                           |
| --------------- | -------------- | ----------------- | ----------- | -------------------------------------------------- |
| α               | Alpha Apodis   | 3,83              | 411         |                                                    |
| γ               | Gamma Apodis   | 3,86              | 160         |                                                    |
| β               | Beta Apodis    | 4,23              | 158         |                                                    |
| δ¹              | Delta-1 Apodis | 4,68              | 770         | - sao biến quang không đều - sao đôi với δ² Apodis |
| ζ               | Zeta Apodis    | 4,79              | 312         |                                                    |
| η               | Eta Apodis     | 4,89              | 140         |                                                    |
| ε               | Epsilon Apodis | 5,06              | 551         | - Sao biến quang kiểu Gamma Cassiopeiae            |
| δ²              | Delta-2 Apodis | 5,27              | 663         | - sao đôi với δ¹ Apodis                            |
| ι               | Iota Apodis    | 5,39              | 1140        |                                                    |
| κ¹              | Kappa-1 Apodis | 4,68              | 1.020       | - Sao biến quang kiểu Gamma Cassiopeiae            |
|                 | R Apodis       | 5.37              | 428         |                                                    |
| κ²              | Kappa-2 Apodis | 5,64              | 735         |                                                    |
| θ               | Theta Apodis   | 5,69              | 328         | - sao biến quang nửa đều                           |